# Omphalea frondosa
Omphalea frondosa là một loài thực vật có hoa trong họ Đại kích. Loài này được Juss. ex Baill. mô tả khoa học đầu tiên năm 1858.